# Sei Siarti
Sei Siarti is een bestuurslaag in het regentschap Labuhan Batu van de provincie Noord-Sumatra, Indonesië. Sei Siarti telt 6984 inwoners (volkstelling 2010).